# Petra Mlejnková
Petra Mlejnková (* 26. September 1988) ist eine tschechische Grasskiläuferin. Sie gehört der tschechischen Grasski-Nationalmannschaft an, gewann bisher ein Weltcuprennen und wurde 2008 Juniorenweltmeisterin im Slalom und im Riesenslalom.

## Karriere
Mlejnková begann im Jahr 1999 mit dem Grasskilauf, im Juni 2003 nahm sie an ihren ersten FIS-Rennen teil. Ihr erstes Großereignis war die Juniorenweltmeisterschaft in Goldingen im Juli 2003, dabei konnte sie aber noch nicht mit den routinierteren Läuferinnen mithalten. Sie belegte als Vorletzte den sechsten Rang im Super-G und jeweils als Letzte Platz sechs in der Kombination und Rang sieben im Slalom. Ihre einzigen Weltcuppunkte in der Saison 2003 gewann sie im Slalom von Nové Město na Moravě, bei dem sie den elften und zugleich vorletzten Platz belegte. In der Saison 2004 fuhr die Tschechin in zwei Weltcuprennen unter die besten zehn und kam damit auf Platz zwölf im Gesamtklassement. Bei der Junioren-Weltmeisterschaft in Rettenbach wurde sie Sechste im Super-G und Achte im Riesenslalom.
Mit ihrem ersten und bisher einzigen Weltcupsieg in der Kombination von Forni di Sopra am 17. Juli 2005 und weiteren vier Top-5-Platzierungen sicherte sich Mlejnková in der Saison 2005 den vierten Gesamtrang. Bei der Juniorenweltmeisterschaft in Nové Město na Moravě gewann sie zwei Bronzemedaillen im Riesenslalom und im Super-G, im Slalom und in der Kombination wurde sie jeweils Sechste. Auch bei ihrer ersten Weltmeisterschaft in der Allgemeinen Klasse gewann Mlejnková eine Medaille. Im iranischen Dizin wurde sie hinter der Schweizerin Nadja Vogel und der Deutschen Anna-Lena Büdenbender Dritte im Slalom. Im Super-G belegte sie Platz sieben, womit sie auf Rang vier in der Kombination kam und den Riesenslalom beendete sie an fünfter Position.
In der Weltcupsaison 2006 erreichte Mlejnková mit vier Podiumsplätzen den dritten Gesamtrang und somit ihr bisher bestes Ergebnis im Gesamtweltcup. Bei der Juniorenweltmeisterschaft 2006 in Horní Lhota u Ostravy wurde sie Zweite im Super-G und Dritte im Riesenslalom. Fünf Podestplätze gelangen ihr in der Weltcupsaison 2007, in der Gesamtwertung fiel sie aber um zwei Plätze auf Rang fünf zurück. Bei der Juniorenweltmeisterschaft 2007 gewann die Tschechin wie schon in den beiden letzten Jahren zwei Medaillen. Im Super-G und in der Super-Kombination wurde sie Dritte, im Riesenslalom Sechste. Bei der Weltmeisterschaft 2007 in Olešnice v Orlických horách erreichte sie jeweils Platz fünf im Slalom und im Riesenslalom sowie Rang zehn in der Super-Kombination und Rang elf im Super-G.
Wiederum fünf Weltcup-Podestplätze gelangen Mlejnková in der Saison 2008. Sie belegte damit, wie auch im Vorjahr, den fünften Gesamtrang. Große Erfolge feierte die damals 19-Jährige bei der Juniorenweltmeisterschaft 2008 in Rieden. Im Slalom und im Riesenslalom gewann sie jeweils vor der Österreicherin Jacqueline Gerlach die Goldmedaille und im Super-G wurde sie hinter Gerlach Zweite. Die Super-Kombination konnte sie jedoch nicht beenden. In der Weltcupsaison 2009 zeigte Mlejnková weniger gute Leistungen als in den vergangenen Jahren und fuhr erstmals seit 2004 in keinem Rennen auf das Podest. Ihre besten Resultate waren zwei fünfte Plätze im Riesenslalom und in der Super-Kombination von Forni di Sopra, weshalb sie im Gesamtweltcup auf den achten Rang zurückfiel. Bei der Weltmeisterschaft 2009 in Rettenbach wurde sie Sechste in der Super-Kombination und jeweils Siebente im Slalom, im Riesenslalom und im Super-G.
Zu Beginn der Weltcupsaison 2010 stand die Tschechin mit Platz drei im Riesenslalom von Čenkovice wieder auf dem Podest. Danach nahm sie aber erst wieder an den Finalrennen in Italien teil, wo ihr mit Platz zwei im Slalom von Sestriere ein weiterer Podestplatz gelang. Den Gesamtweltcup beendete sie an neunter Position. 2011 nahm Mlejnková an keinen internationalen Wettkämpfen, sondern nur an Rennen des Tschechien-Cups teil. 2012 startete sie auch im Tschechien-Cup nicht mehr.

## Erfolge

### Weltmeisterschaften
- Dizin 2005: 3. Slalom, 4. Kombination, 5. Riesenslalom, 7. Super-G
- Olešnice v Orlických horách 2007: 5. Slalom, 5. Riesenslalom, 10. Super-Kombination, 11. Super-G
- Rettenbach 2009: 6. Super-Kombination, 7. Slalom, 7. Riesenslalom, 7. Super-G

### Juniorenweltmeisterschaften
- Goldingen 2003: 6. Super-G, 6. Kombination, 7. Slalom
- Rettenbach 2004: 6. Super-G, 8. Riesenslalom
- Nové Město na Moravě 2005: 3. Riesenslalom, 3. Super-G, 6. Slalom, 6. Kombination
- Horní Lhota u Ostravy 2006: 2. Super-G, 3. Riesenslalom
- Welschnofen 2007: 3. Super-G, 3. Super-Kombination, 6. Riesenslalom
- Rieden 2008: 1. Slalom, 1. Riesenslalom, 2. Super-G

### Weltcup
- 3. Gesamtrang: 2006
- 4. Gesamtrang: 2005
- 5. Gesamtrang: 2007 und 2008
- Ein Sieg und weitere 16 Podestplätze